# Surendranagar Dudhrej
Surendranagar Dudhrej (Gujarati સુરેન્દ્રનગર દૂધરેજ) ist eine Stadt im indischen Bundesstaat Gujarat.
Die Stadt bildet den Verwaltungssitz des Distrikts Surendranagar. Surendranagar Dudhrej liegt 100 km westsüdwestlich der Millionenstadt Ahmedabad. Surendranagar Dudhrej entstand durch Zusammenschluss der beiden Nachbarstädte Surendranagar (સુરેન્દ્રનગર) und Dudhrej (દૂધરેજ). Als Stadt besitzt sie den Status einer Municipality (Nagar Palika). Sie ist in 14 Wards gegliedert.
Beim Zensus 2011 hatte Surendranagar Dudhrej knapp 178.000 Einwohner.
Die Bevölkerung besteht zu 76,82 % aus Hindus, 14,27 % aus Moslems sowie 8,53 % aus Anhängern des Jainismus.